# Karl Grob
Karl Grob (* 30. Mai 1946 in Zürich; † 20. April 2019 ebenda) war ein Schweizer Fussballspieler.

## Karriere

### Vereine
Grob spielte im Alter von 20 Jahren als Torhüter zunächst für den in Küsnacht im Kanton Zürich ansässigen FC Küsnacht. Nach der Saison 1966/67 wechselte er zum FC Zürich in die Nationalliga A. In dieser Spielklasse sollte er 20 Jahre lang für den Verein spielen und zu dessen Rekordspieler avancieren. Sein Ligadebüt gab er am 24. September 1967 (4. Spieltag) bei der 1:4-Niederlage im Heimspiel gegen den FC Basel. Mit seinem letzten Ligaspiel für den Verein am 12. Juni 1987 (30. Spieltag) bei der 1:5-Niederlage im Auswärtsspiel gegen den Grasshopper Club Zürich bestritt er sein 513. Erstligaspiel. Des Weiteren wurde er 91 Mal im Wettbewerb um den Schweizer Cup und 105 Mal in internationalen Pokalwettbewerben eingesetzt, sodass er 709 Pflichtspiele bestritt. In einer Auswahl des FCZ-Museums wird er als Teil der vereinsinternen Hall of Fame geführt.
Während seiner Vereinszugehörigkeit gewann er mit seinem Verein fünfmal die Schweizer Meisterschaft und viermal den Schweizer Cup-Wettbewerb. Seine Spielerkarriere liess er in der Saison 1987/88 in der Gruppe West der Nationalliga B beim FC Biel-Bienne ausklingen.

### Nationalmannschaften
Grob debütierte als Nationalspieler, als er für die seinerzeitige und seit Mitte der 1970er-Jahre nicht mehr existierende U23-Nationalmannschaft das in Athen gegen die U23-Nationalmannschaft Griechenlands ausgetragene und mit 0:1 verlorene EM-Qualifikationsspiel bestritt.
Für die A-Nationalmannschaft wurde er in einem Zeitraum von zehn Jahren in sieben Länderspielen eingesetzt. Sein A-Länderspieldebüt gab er am 23. Dezember 1967 auf Sardinien bei der 0:4-Niederlage gegen die Nationalmannschaft Italiens im fünften Spiel der EM-Qualifikationsgruppe 6 mit Einwechslung für Marcel Kunz ab der 84. Minute. Im April und September 1968 bestritt er jeweils ein und im April 1970 ein weiteres Länderspiel, die in Freundschaft gegen die Nationalmannschaften Deutschlands, Österreichs und Spaniens ausgetragen wurden. In der WM-Qualifikationsgruppe 1 kam er in den ersten beiden Spielen am 12. Oktober und 23. November 1968, in der WM-Qualifikationsgruppe 6 am 9. Oktober 1976 bei der 1:2-Niederlage gegen die Nationalmannschaft Schwedens zu seinen letzten Länderspieleinsätzen.

## Erfolge
- Schweizer Meister 1968, 1974, 1975, 1976, 1981
- Schweizer Cup-Sieger 1970, 1972, 1973, 1976

## Ableben
Grob starb am Karsamstag 2019 nach einem Herzversagen auf der Intensivstation des Triemlispitals.